# Pneumotachograph
Der Pneumotachograph ist ein medizinisches Gerät zur Durchführung einer Spirometrie und damit der Überprüfung der Lungenfunktion. Zusätzlich zu der Funktion eines klassisch aufgebauten Spirometers kann ein Pneumotachograph jedoch auch dynamische Atemvolumina ermitteln.
Der Begriff Pneumotachograph steht stellvertretend für eine Reihe von Geräten, die die Geschwindigkeit der Atemluft bestimmen und diese in eine Strömungsgröße umrechnen. Nachfolgend ist die Funktion eines Differenzdruck-Flussmeters beschrieben.

## Funktion

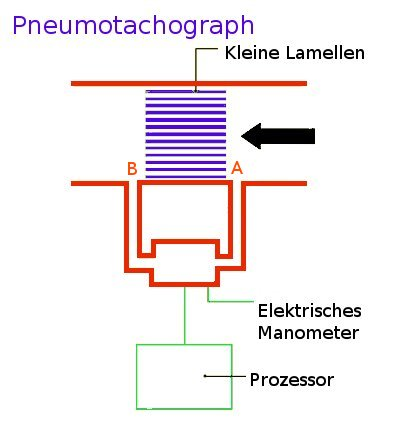
Schematik eines Pneumotachographen

Beim Differenzdruck-Flussmeter atmet der Patient durch ein Rohr, in dem sich eine Vielzahl kleiner Lamellen befinden. Durch diese Lamellen entsteht ein kleiner Strömungswiderstand innerhalb des Rohres, was eine minimale Druckdifferenz zwischen Punkt A vor, und Punkt B nach den Lamellen hervorruft. Da dieser Druckabfall A - B bei laminarer Strömung nach dem Gesetz von Hagen-Poiseuille direkt proportional zum Volumenstrom ist, lässt sich nach vorheriger Kalibrierung des Gerätes die Atemstromstärke des Patienten messen.
Durch Integration des Volumenstroms kann man nach
{\displaystyle V=\int \left({\frac {\mathrm {d} V}{\mathrm {d} t}}\right)\mathrm {d} t}
den zeitlichen Verlauf des Volumens berechnen und daraus alle wichtigen Vitalvolumina bestimmen.
Ein an einen Pneumotachographen angeschlossenes Gerät zur Auswertung der Messwerte (Prozessor) zeigt die Ergebnisse dann als Volumen-Zeit-Kurve für die statischen sowie als Fluss-Volumen-Kurve für die dynamischen Atemvolumina an.